# Alberta iela
Alberta iela (en español: Calle Alberto) es una calle del centro de Riga, Letonia conocida por sus edificios modernistas. Fue construida en 1901 y nombrada en honor al Obispo Alberto, que fundó Riga en 1201.
Muchos de los edificios de apartamentos de la calle fueron diseñados por el arquitecto ruso Mikhail Eisenstein, particularmente activo en Riga a principios del siglo XX. Su estilo arquitectónico usa elementos estructurales y decorativos del nacionalismo romántico común en el norte de Europa en esta época. Konstantīns Pēkšēns y Eižens Laube, profesor y alumno respectivamente, también fueron relevantes en el diseño de los edificios de la calle. Otros autores de los edificios de Alberta iela son los arquitectos bálticos y alemanes del Báltico Paul Mandelstamm, Hermann Hilbig y Heinrich Scheel.
Desde abril de 2009, la antigua residencia de Pēkšēns en el número 12 alberga el Museo del Modernismo de Riga. En la calle o cerca de ella se encuentran varias instituciones de educación superior: la Escuela de Economía de Estocolmo en Riga, la Facultad de Derecho de Riga y el Colegio de Administración de Empresas (lv). También se sitúan en Alberta iela las embajadas de Bélgica e Irlanda.
En 1997 la UNESCO añadió el centro histórico de Riga al Patrimonio de la Humanidad. Es en esta calle y en la Elizabetes iela, donde se encuentran los ejemplos más destacables del modernismo en la capital letona.
La calle recibe el nombre del obispo Alberto de Buxhoeveden, que fundó la ciudad en 1201. En 1941, los soviéticos la renombraron Friča Gaiļa iela, por el nombre de un militante comunista que murió aquí, suicidándose o asesinado, según las diferentes versiones. Durante la ocupación alemana, entre 1942 y 1944, la calle cambió de nuevo de nombre para recibir el del pedagogo alemán Albert Woldemar Hollander y convertirse en Holandera iela. Recuperó el nombre de Friča Gaiļa iela durante toda la época soviética, antes de ser renombrada Alberta iela en 1990, tras la independencia de Letonia.

## Edificios
Los edificios más importantes de la calle son:
| Dirección       | Arquitecto(s)                      | Construcción | Imagen |
| --------------- | ---------------------------------- | ------------ | ------ |
| Alberta iela 1  | Heinrich Scheel y Fridrihs Šefels  | 1901         |        |
| Alberta iela 2  | Mikhail Eisenstein                 | 1906         |        |
| Alberta iela 2a | Mikhail Eisenstein                 | 1906         |        |
| Alberta iela 4  | Mikhail Eisenstein                 | 1904         |        |
| Alberta iela 6  | Mikhail Eisenstein                 | 1903         |        |
| Alberta iela 7  | Hermann Otto Hilbig                | 1908         |        |
| Alberta iela 8  | Mikhail Eisenstein                 | 1903         |        |
| Alberta iela 9  | Konstantīns Pēkšēns                | 1901         |        |
| Alberta iela 11 | Eižens Laube                       | 1908         |        |
| Alberta iela 12 | Konstantīns Pēkšēns y Eižens Laube | 1903         |        |
| Alberta iela 13 | Mikhail Eisenstein                 | 1904         |        |